# Bò Stroganoff
Bò Stroganoff hoặc Bò Stroganov (tiếng nga: бефстроганов befstróganov) là một món ăn Nga gồm những miếng thịt bò xào với nước sốt và smetana (kem chua). Nguồn gốc của nó xuất phát vào giữa thế kỷ XIX ở Nga, nó đã trở nên nổi tiếng khắp thế giới, với sự thay đổi đáng kể từ công thức ban đầu.

## Tên gọi
Tên gọi của nó bắt nguồn từ một người quý tộc Nga, Pavel Alexandrovich Stroganov, do André Dupont, thợ nấu của Pavel, quyết định đặt tên của chủ nhân anh ta cho công thức bò hầm của mình. Tuy nhiên, một số giả thiết khác về sự xuất hiện của món ăn cũng được phát sinh.

## Lịch sử

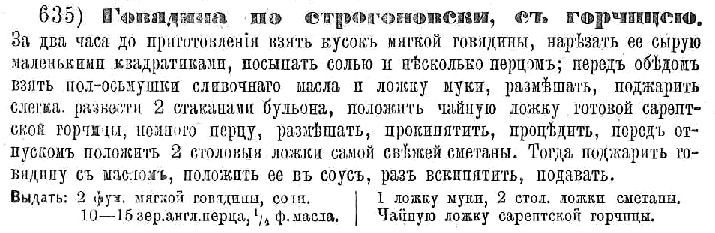
Công thức nguyên bản (1887)

Sách dạy nấu ăn của bà Elena Molokhovets- Một món Quà cho bà nội Trợ Trẻ giới thiệu lần đầu tiên về công thức của món bò Stroganoff (govyadina po-strogonovski, s gorchitseyu). Công thức bao gồm việc rắc bột lên miếng thịt bò rồi xào lên, sốt được nấu với mù tạt và bột súp, và thêm một chút kem chua lên trên, không có hành và nấm. Một cuộc thi được tổ chức trong năm 1890  đôi khi được đề cập đến trong lịch sử của món ăn, nhưng cả các công thức và tên của nó đã tồn tại trước đó. Một công thức khác, được chế biến vào năm 1909, có thêm hành tây và sốt cà chua, sốt, và ăn với khoai tây chiên, được coi là món ăn kèm cho bò Stroganoff của Nga. Phiên bản năm 1938 bởi Larousse Gastronomique bao gồm thịt bò thái sợi, hành, và mù tạt hoặc cà chua theo khẩu vị.

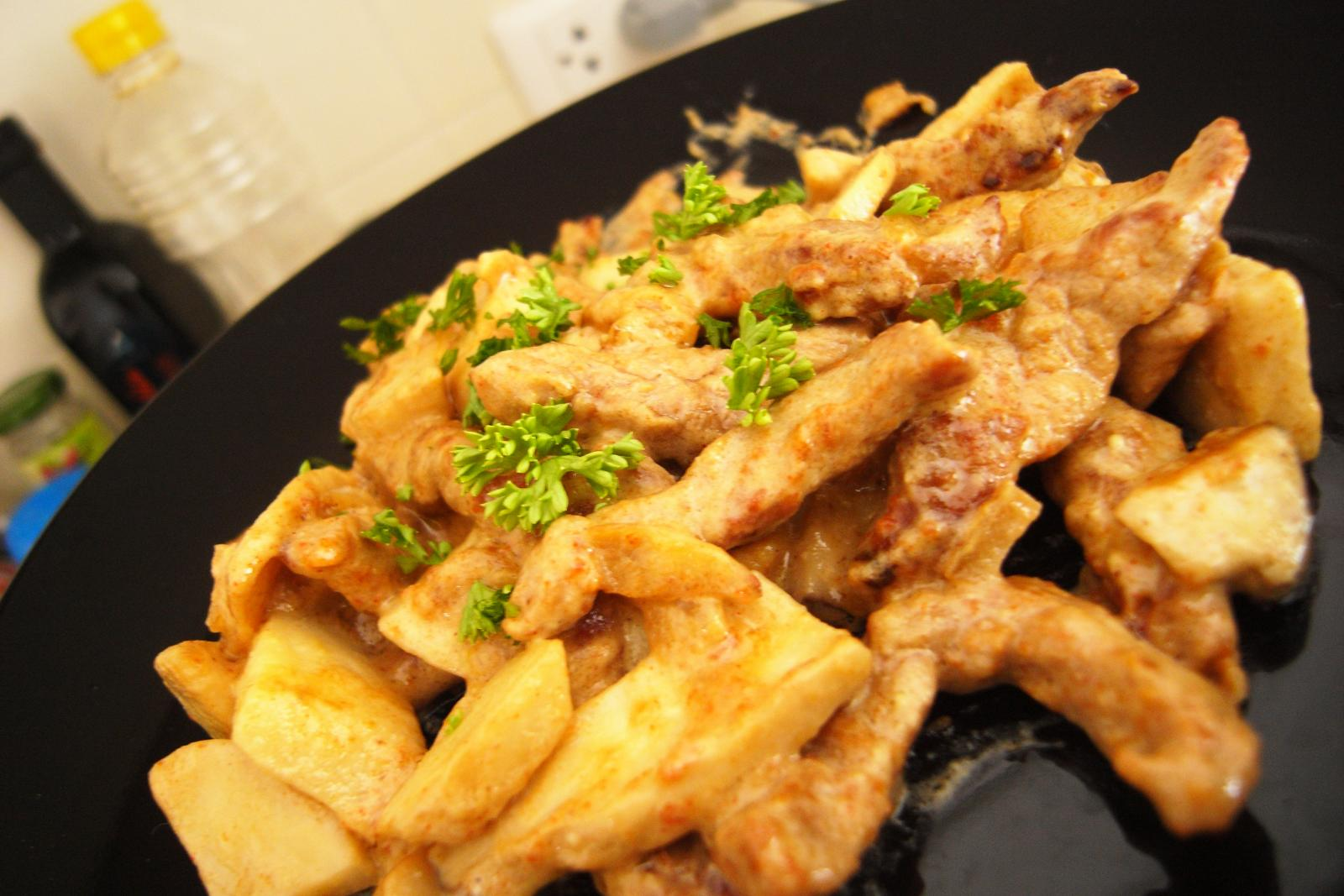
Thịt bò Stroganoff xào

Sau sự sụp đổ của Nga Hoàng, các công thức đã được phục vụ phổ biến trong khách sạn và nhà hàng của Trung hoa trước khi bắt đầu Thế Chiến II. Những người Nga và Trung quốc di dân , cũng như quân đội Hoa Kỳ đóng quân ở Trung quốc trước khi Cộng sản xuất hiện , mang theo một vài biến thể của bò Stroganoff sang Mỹ, mà cũng có thể được xem cho sự phổ biến của nó vào những năm 50 của thé kỉ 20. Nó được truyền bá vào Hồng Kông vào cuối những năm 50, được các khách sạn và nhà hàng phục vụ bò Stroganoff với cơm, nhưng không phải là kem chua.

## Trên thế giới
Thịt bò Stroganoff thay đổi đáng kể không chỉ dựa trên địa lý và các yếu tố khác như việc cắt thịt và gia vị. Thịt cho các món ăn có thể được cắt bằng những cách khác nhau như cắt nhỏ, hay cắt thành sợi. Một biến thể, bao gồm nấm và hành hoặc các loại rau và các loại gia vị như đường, muối, tiêu đen, và nước sôt đóng hộp.

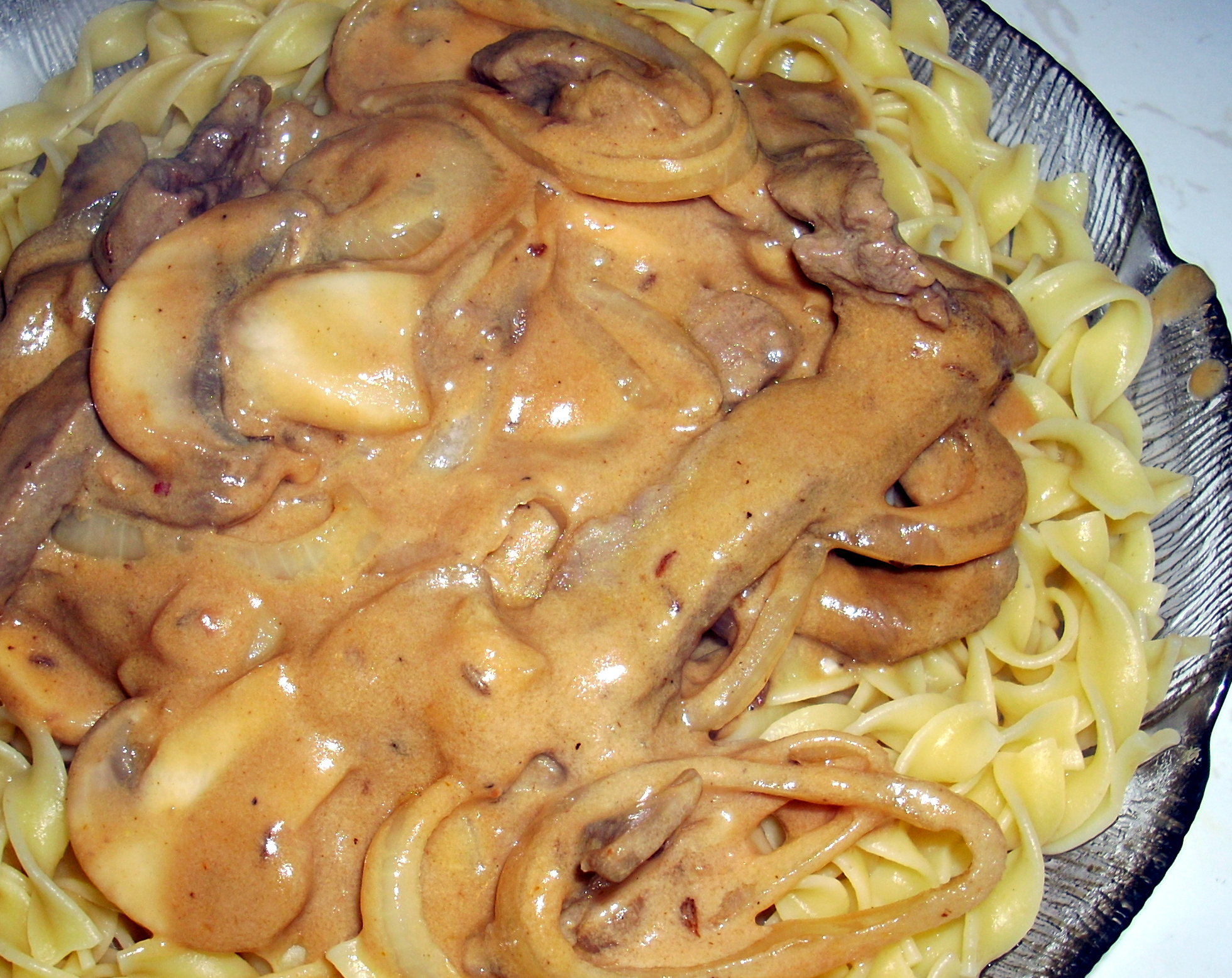
Mỳ Ý và bò Stroganoff

Ngày nay tại Mỹ, món này thường bao gồm bò thái sợi, nấm, hành tây và sốt kem chua, ăn cùng với cơm hoặc mỳ. Ở Anh-quốc và Úc-đại-lợi, món này thường được ăn với cơm và đôi khi, với mì , và được đóng hộp dông lạnh. Ngày nay, món này được ăn với mì trứng ở Mỹ. Tại các quán nhậu ở Anh-quốc, món này được nấu với sốt kem rượu trắng, trong khi đó thì tường được nấu với rượu đỏ và kem chua ăn kèm.

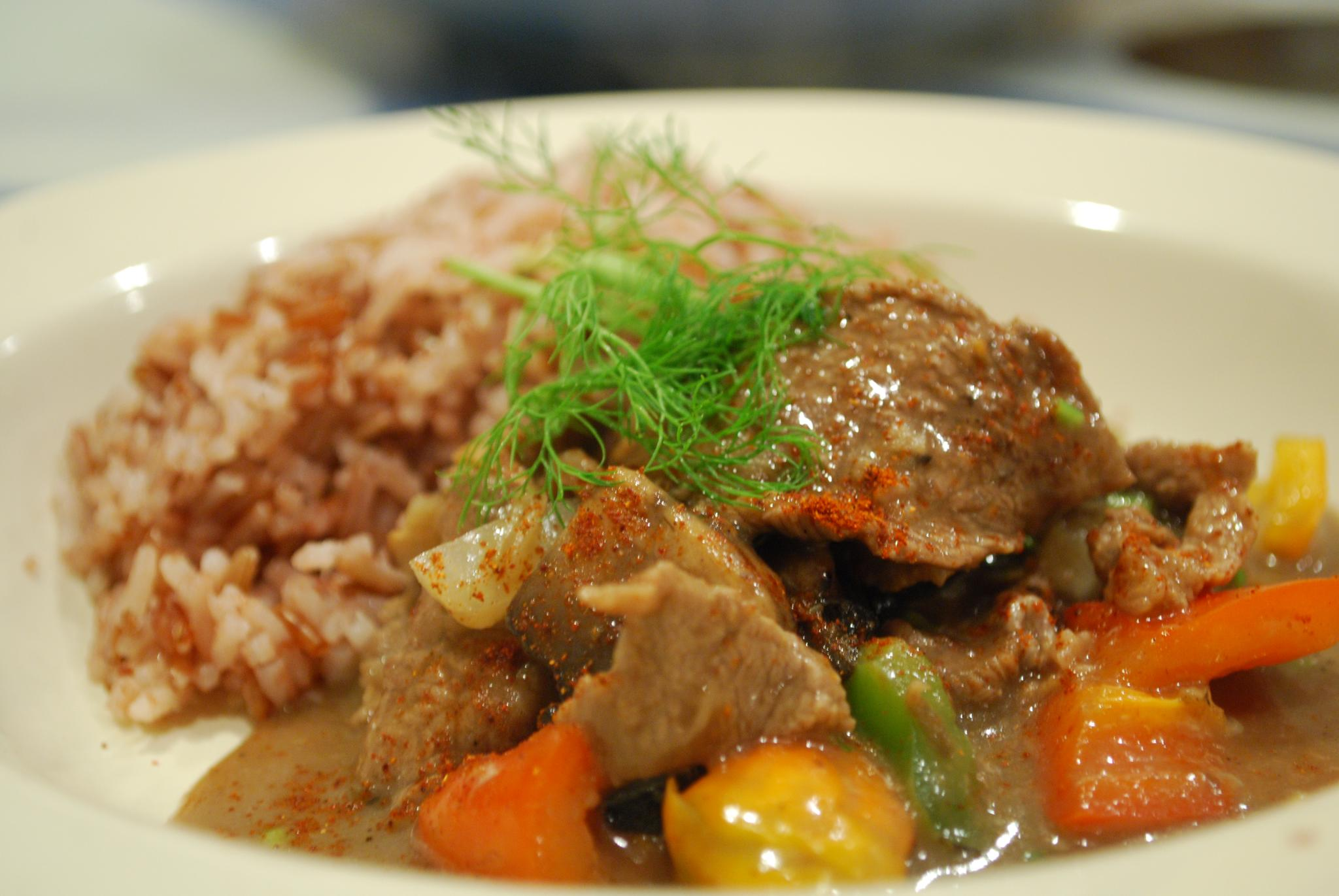
Cơm và bò Stroganoff nấu với ớt cựa gà

Larrouse Gastronomique định nghĩa Stroganoff là nước sốt được nấu với kem, ớt, nước dùng gà và rượu trắng
Ở Ba-tây (Brazil), món này được nấu với thịt bò thái sợi, sốt cà chua, hành tây, nấm và kem béo. Nhiều khi cũng được ăn kèm với gà hoặc tôm thay cho thịt bò. Nó cũng được ăn cùng với khoai tây chiên như ở Nga và ăn với cơm.
Bò Stroganoff cũng được phổ biến ở các nước Bắc Âu. Ở Thụy-điển, món này được biết đến với tên gọi korv-stroganoff (xúc xích Stroganoff), dùng xúc xích falukorv thay cho thịt bò. Ở Phần-lan, nó được gọi là makkara-stroganoff, trong đó makkara nghĩa là xúc xích. Dưa chuột muối cũng được dùng trong món bò Stroganoff của Phần-lan
Món này còn được biết đến ở Nhật-bản, thường được ăn với cơm được trộn với rau mùi tây và bơ. Nó được chế biến thành dạng viên súp bởi công ty S&B, và trở nên phổ biến sau đó. Công thức của người Nhật thường dùng nước tương để nêm cho món này.

## Hãy xem
- Danh sách các món từ thịt bò
- Danh sách các món được đặt bằng tên người
- Danh sách món ăn Nga